# Ida Odinga
Ida Betty Odinga, född Ida Anyango Oyoo den 24 augusti 1950 i Migori, Kenya, är en kenyansk lärare, affärskvinna och aktivist.

## Biografi
Odinga avlade vid 24 års ålder filosofie kandidatexamen vid universitetet i Nairobi. Under studietiden mötte hon sin framtida make, Raila Odinga, sedermera premiärminister i Kenya. Tillsammans har paret fyra barn.
Efter examen arbetade Odinga som lärare på en flickskola utanför Nairobi i drygt 20 års tid. En av hennes elever var den nu framlidna guvernören i Bomet, Joyce Laboso. Efter att maken blev politisk fånge 1982 föll det på Odinga att ensam uppfostra barnen parallellt med sitt arbete. Regeringen, bestående av partiet Kenyan African National Union, kom dock som följd av makens politiska åsikter att förbjuda henne från att utöva läraryrket.
Under 1991 grundade Odinga Kenya Women Voters, en organisation som skulle möjliggöra för kvinnors plats i politiken. År 2003 blev Odinga den första kvinnan i Kenya att leda ett större företag; detta sedan hon fått tjänsten som VD på gascylindertillverkaren East African Spectre. Detta bidrog till att Odinga 2010 listades som en av de 10 mest inflytelserika kvinnorna i Kenya av tidningen The Standard.